# Cyclotelus flavipes
Cyclotelus flavipes är en tvåvingeart som först beskrevs av Krober 1928.  Cyclotelus flavipes ingår i släktet Cyclotelus och familjen stilettflugor. Inga underarter finns listade i Catalogue of Life.